# Otawara
Otawara (Japans: 大田原市, Ōtawara-shi) is een stad in de Japanse prefectuur Tochigi op het eiland Honshu. De stad heeft een oppervlakte van 354,12 km² en medio 2008 bijna 78.500 inwoners.

## Geschiedenis
Het kasteel Otawara werd gebouwd in 1545 en de stad bloeide in de Edoperiode als kasteelstad.
Op 1 december 1954 ontstond Otawara met de status van stad (shi) na samenvoeging van de gelijknamige gemeente met de dorpen Chikasono (親園村, Chikasono-mura en Kaneda (金田村, Kaneda-mura). Op 31 december van dat jaar volgde een deel van het dorp Nozaki (野崎村, Nozaki-mura).
Op 1 april 1955 werd een deel van de gemeente Nishinasuno (西那須野町, Nishinasuno-machi) bij Otawara gevoegd. Op 5 november ging de gemeente Sakuyama (佐久山町, Sakuyama-machi) op in Otawara.
Op 1 oktober 2005 werd Otawara uitgebreid met de gemeente Kurobane (黒羽町, Kurobane-machi) en het dorp Yuzukami (湯津上村, Yuzukami-mura).

## Economie
50% van het gebied van Otawara is bedekt met rijstvelden.
Otawara is de thuisbasis voor medische industrie zoals
- Toshiba Medical Systems Corporation, een bedrijf dat medische systemen maakt zoals CT scanners;
- Mochida Pharmaceutical Co. Ltd., een handelsbedrijf in geneesmiddelen, medische apparatuur en producten voor huidverzorging.

Tochigi Nikon Corporation is in Otawara gevestigd. Dit is een lid van de Nikon Corporation en gespecialiseerd in de ontwikkeling en productie van optische producten en elektronische beeldverwerkingsproducten, ontwerp en productie van machines voor de fabricage van computerchips en optische lenzen.

## Bezienswaardigheden
- Shino Kura hal, een gebouw van rond 1860 met rieten dak. Er worden oude machines getoond en andere voorwerpen uit die tijd zoals grote wagens, een dorsmachine en een melkmachine. In de Shino Kura hal serveert men handgemaakte soba gemaakt van boekweit van eigen grond.
- In Otawara liggen diverse oude samurai grafheuvels uit circa 1692. Er is echter weinig bekend van de daar begraven samurai.
- Otawaratempel, een boeddhistische tempel.

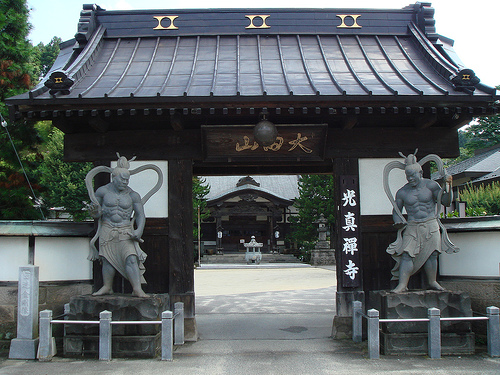
Ingang van de tempel
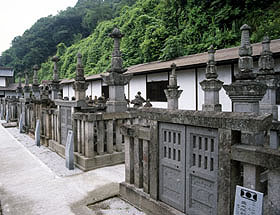
Binnen de tempel
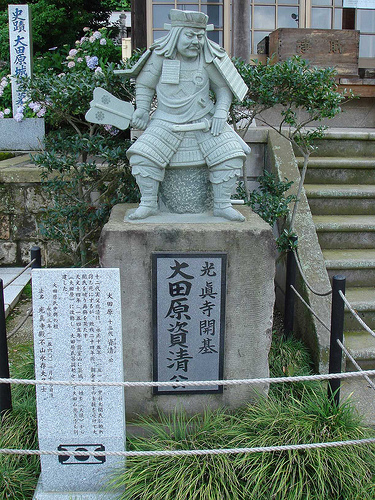
Beeld bij de tempel
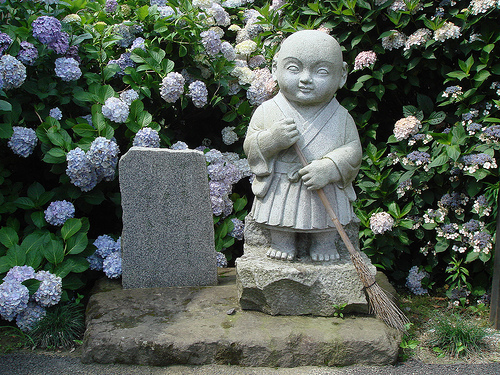
Beeld bij de tempel

- New St. Andrews Golf Club, een golfbaan ontworpen door Jack Nicklaus, een van de 10 golfbanen in Otawara.

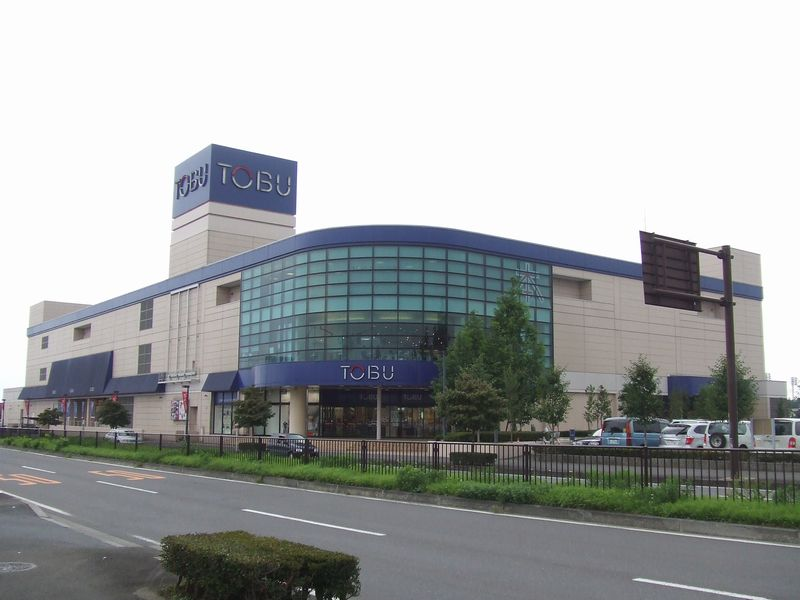
TOBU winkelcentrum in Otawara

- Het TOBU winkelcentrum, een zeer uitgebreid winkelcentrum.

## Verkeer
Otawara ligt aan de Utsunomiya-lijn van de East Japan Railway Company.
Otawara ligt aan de Tohoku-autosnelweg en aan de autowegen 4, 294, 400 en 461.

## Geboren in Otawara
- Hideki Kimura (木村 英樹, Kimura Hideki), sumoworstelaar
- Yumiko Oshima (大島弓子, Ōshima Yumiko), manga-kunstenares

## Stedenbanden
Otawara heeft een stedenband met
- St Andrews (Schotland), Groot-Brittannië
- West Covina, Verenigde Staten

## Aangrenzende steden
- Sakura
- Yaita